# Margaret Rule
Margaret Helen Rule,  (Buckinghamshire, 27 de septiembre de 1928 – 9 de abril de 2015) fue una arqueóloga británica. Lideró el proyecto de la búsqueda y extracción del buque de guerra Mary Rose del período Tudor en 1982.

## Biografía
Margaret Martin estudió química en la Universidad de Londres. Fue la preservadora del Palacio romano de Fishbourne, cuando comenzó su trabajo en arqueología marítima cuando fue consultada sobre la búsqueda inicial del naufragio de Mary Rose. En marzo de 1982 Margaret Rule visitó Adelaide, como orador principal de la Segunda Conferencia del Hemisferio Sur sobre Arqueología Marítima. Durante la Conferencia visitó el histórico puerto del río Murray de Morgan y buceó con miembros de la Society for Underwater Historical Research (SUHR) en un proyecto para registrar y recuperar elementos del lecho del río junto al enorme muelle de la ciudad.
Rule le fue diagnosticado Parkinson y artritis en sus últimos años. Falleció el 9 de abril de 2015 a los 86 años.

## Honores
Rule recibió el título de Comendador de la Orden del Imperio Británico. En 1995, El Museo Marítimo Británico se le honró con la Medalla Caird. En 2001 la Universidad de Portsmouth se renombró una dormitorio de 342 camas con su nombre. En 2008, fue galardonada con el Premio Colin Mcleod por "Promover la cooperación internacional en el buceo" por el British Sub Aqua Club.